# Uri-Gonghwa-Partei
Die Uri-Gonghwa-Partei (Koreanisch: 우리공화당, Transliteration: Uri-gonghwa-dang, deutsch: Unsere Republikanische Partei) ist eine rechtskonservative Partei in Südkorea, die die wegen Korruption verurteilte ehemalige Präsidentin Park Geun-hye unterstützt.

## Geschichte
Bereits am 5. April 2017 wurde die Saenuri-Partei mit dem Namen der Jayu-hanguk-Partei unter der Präsidentschaft von Park Geun-hye, die bis zur Amtsenthebung im März 2017 andauerte, gegründet. Der zu Park Geun-hye loyale Politiker Cho Won-jin trat im April 2017 von der Jayu-hanguk-Partei zur Saenuri-Partei über, gründete jedoch bereits am 8. Juli 2017 die Daehan-aeguk-Partei, deren einziger Abgeordneter er im südkoreanischen Parlament seitdem ist.